# Buronson
Buronson (武論尊), echte naam Yoshiyuki Okamura (岡村 善行, Okamura Yoshiyuki), ook bekend als Sho Fumimura (史村 翔, Fumimura Sho), is een Japans manga-auteur. Hij is vooral bekend van de manga Fist of the North Star. In 2002 won hij samen met mangaka Ryoichi Ikegami de Shogakukan Manga-prijs voor Heat.

## Jeugd en carrière
Buronson werd geboren op 16 juni 1947 in Saku te Nagano. Hij studeerde af in 1967 en werkte daarna als monteur bij de Japanse luchtmacht. In 1969 werd hij ontslagen door de Japanse Maritieme Zelfverdedigingstroepen. Kort daarna ging hij als manga-assistent werken voor Hiroshi Motomiya. Buronson begon zijn carrière als mangaschrijver met het script voor Pink Punch: Miyabi in 1972, welke van tekeningen voorzien werd door Goro Sakai. In 1975 schreef Buronson zijn eerste grote hit: The Doberman Detective, getekend door Shinji Hiramatsu. Zijn grootste succes werd Hokuto no Ken (Fist of the North Star) uit 1983. Deze strip werd getekend door Tetsuo Hara en uitgegeven in Animal Magazine. In 1990 volgde een vervolg op dit werk getiteld: Ourou Den. Buronson werkte eveneens samen met Ryoichi Ikegami. Het duo produceerde titels als Strain, Odyssey en Sanctuary. Een ander bekend werk van zijn hand is Phantom Burai, welke getekend werd door Kaoru Shintani.

## Oeuvre

### Als Buronson
- Pink Punch Miyabi (1974, getekend door Goro Sakai)
- Doberman Detective (1975, 18 volumes, getekend door Shinji Hiramatsu)
- Holdup (1982, getekend door Hikaru Yuzuki)
- Fist of the North Star (1983–88, 27 volumes, getekend door Tetsuo Hara)
- Mammoth (1985-1988, getekend door Takaki Konari)
- Maji da yo!! (1987-1988, getekend door Hikaru Yuzuki)
- Ourou (1989, getekend door Kentaro Miura)
- Ourou Den (1990, getekend door Kentaro Miura)
- Japan (1992, 1 volume, getekend door Kentaro Miura)
- Mushimushi Korokoro (1993–96, 11 volumes, getekend door Tsuyoshi Adachi)
- Strain (1997–98, 5 volumes, getekend door Ryoichi Ikegami)
- Heat (1999-2004, 17 volumes, getekend door Ryoichi Ikegami)
- Go For Break (2000, 3 volumes, getekend door Tsuyoshi Adachi)
- Fist of the Blue Sky (2001–2010, 22 volumes, verhaal en tekeningen van Tetsuo Hara) (adviserende rol.)
- Rising Sun (2002, 3 volumes, getekend door Tokihiko Matsuura)
- G -Gokudo Girl- (2003–04, 5 volumes, getekend door Hidenori Hara)
- Lord (2004–11, 22 volumes, getekend door Ryoichi Ikegami)

### Als Sho Fumimura
- Goro-kun Tojo (1972, getekend door Yo Hasebe)
- Phantom Burai (1978–84, getekend door Kaoru Shintani)
- Ring no Takao (1979, getekend door Jiro Kuwata)
- Oh! Takarajika (1981–83, getekend door Shinji Ono)
- Wild Way (1982, getekend door Daisuke Inoue)
- Ten made Agare (1982, getekend door Tatsuo Kanai)
- Mad Dog (1983, getekend door Kei Takazawa)
- Chu-high LEMON (1983–88, getekend door Tsutomu Shinohara)
- Dr. Kumahige (1988, getekend door Takumi Nagayasu)
- Shogun (1988–91, getekend door Jūzo Tokoro)
- Migi-muke Hidari (1989–91, getekend door Shinichi Sugimura)
- Odyssey (1995-96, getekend door Ryoichi Ikegami)
- Sanctuary (1990–95, 12 volumes, getekend door Ryoichi Ikegami)

- Biblioteca Nacional de España: XX934826
- Bibliothèque nationale de France: cb13624546p (data)
- CiNii: DA12212301
- Gemeinsame Normdatei: 124647138
- International Standard Name Identifier: 0000 0001 0902 8200
- Library of Congress Control Number: n2006087051
- Bibliotheek van het Japanse parlement: 00119111
- Nationale Bibliotheek van Israël: 987007419751705171
- Système universitaire de documentation: 052603431
- Virtual International Authority File: 54323788
- WorldCat: E39PBJpV896YTkCXHg8jvf7JXd